# Compsomantis tumidiceps
Compsomantis tumidiceps är en bönsyrseart som beskrevs av Bolivar 1890. Compsomantis tumidiceps ingår i släktet Compsomantis och familjen Mantidae. Inga underarter finns listade i Catalogue of Life.